# Eggjastenen

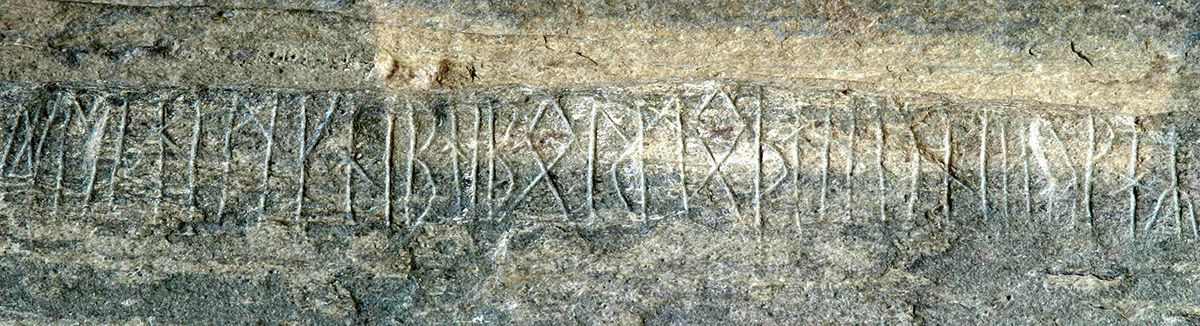
Eggjasteinen innskrift

Eggjastenen eller Eggjumstenen (äldre namn), med signum N KJ101, är en runsten från trakten Eggja i Sogndal, Sogn i Norge.

## Beskrivning
Eggjastenen utgörs av en häll, 162 cm lång och 72 cm bred samt på sitt tjockaste ställe 10 cm i genomskärning. Stenens inskription omfattar över 200 runor ur den äldre runraden (omkring 50 ord) och är den ojämförligt längsta av de hittills funna inskrifterna med de äldsta (urnordiska) runorna och ristades antagligen på 600-talet till vilken tid också den mellan runraderna stående figuren, en häst med fågelhuvud, hänvisar. Inskriften befann sig på undersidan av hällen som utgjorde taket på en järnåldersgrav och har sålunda aldrig varit avsedd att läsas, utan väsentligen haft den magiska innebörden att skydda graven. Härmed stämmer också själva inskriften, vars början i en äldre översättning lyder: "Icke har solen fått skina (vid stenens åstadkommande), och icke är stenen ristad med kniv (utan sannolikt med den flintskärva som påträffades i graven); icke må man blotta stenen genom att resa den, ej heller må tilltagsna eller förvillade män lägga den så". Den långa återstoden av inskriften är av mycket dunkelt, delvis (på grund av skadade runor) oklart, men i alla händelser magiskt innehåll. 
Staffan Fridells nyläsning från 2024 tolkar att skriften beskriver en förlisning av ett skepp på Sognefjorden där en av kropparna flyter iland och begravs av befolkningen där . Hans tolkning och översättning av skriften lyder: 
Hädan kastade den vilde (Ägir) med likvågen, 
slet med den sönder repfästena i den bärtrötta masttoppen. 
Vem kom…[till] människornas land?
Fisk simmande ur den fruktansvärda strömmen,
stormbyar rytande med full kraft i snöyran.
?
Inte med sol och inte med svärd hemsökes den skurna stenen,

inte [må] män [göra den] blottad, inte…, inte förvillade män må den förnedra.

## Historia
Stenen påträffades 1917.

## Inskriften

### Inskriften i runor
- Rad 1:

 ? ? ? ?  
 ? ?
 ? ? ? ? ? ? 
- Rad 2:

 ? ?   ?  ?
- Rad 3:

 ? ? ? ? ? 

### Translitterering
- Rad 1:

nissolusotuknisaksestain
skorinni????maRnak danisniþ
rinRniwiltiRmanRlagi??
??????galande
- Rad 2:

hinwarbnaseumaRmadeþaim
kaibaibormoþahunihuwaRob
kamharasahialatgotnafiskR
oRf??na uimsuwimadefokl?f?
- Rad 3:

a?????surki
Runologen Ottar Grønvik gjorde en nyläsning 1985, och fastställde en alternativ läsning. Parenteserna innehåller partier där originalrunorna är försvunna:
|  | A1 | (hiu þwer) hin warp naseu wilR         |
|  |    | made þaim kaiba i bormoþa huni         |
|  | A2 | huwaR ob kam harie a hit lat           |
|  | A3 | gotna fiskR oR firnauim                |
|  |    | suwimade foki af (f)a(nwan)ga lande    |
|  | B  | a(i a)u is urki                        |
|  | C1 | ni s solu sot uk ni sakse stain skorin |
|  | C2 | ni (witi) maR nakdan is na wrinR       |
|  |    | ni wiltiR manR lagi(s)                 |

### Normalisering
- Rad 1:

Ni's sólu sótt ok ni saxe stæin skorinn. 
Ni (læggi) mannR nækðan, is niþ rinnR, 
Ni viltiR mænnR læggi ax.
- Rad 2:

Hin(n) varp *náséo mannR, máðe þæim kæipa í bormóþa húni. 
HuæaR of kam hæráss á hi á land gotna. 
FiskR óR f(ir)na uim suim(m)ande, fogl á f??????? galande.
- Rad 3:

Alu misyrki
Ottar Grønviks tolkning blir på fornnordiska:
|  | A1 | Hjú þverr, hín varp násjó *Vill:            |
|  |    | máðe þeim keipa i bormóða húni.             |
|  | A2 | Hverr of kom her á hitt land?               |
|  | A3 | Gotna fiskr ór firney-ím,                   |
|  |    | svimande foki af fán-vanga lande.           |
|  | B  | Æ ey es yrki!                               |
|  | C1 | Ne's sólu sótt, ok ne sakse, stein skorinn; |
|  | C2 | ne víti maðr, nǫkðan es ná rinn,            |
|  |    | ne viltir menn, lægis!                      |

### Metrik
Sida 2 har föreslagits innehålla en strof på versmåttet galdralag, ett versmått som primärt användes för förbannelser och magi:
HuæaR of kam hæráss á
hi á land gotna.
FiskR óR f(ir)na uim suim(m)ande,
fogl á f??????? galande.

### Översättning (mycket osäker)
Icke är stenen sökt av sol,
icke är den skårad av järn,
icke skall någon man,
blotta den
medan månens nedan rinner.
Icke skall förvillade män
bortlägga den.
Över mina kära,
kastade sig brottsjön,
kejparna sönderskavdes
i den borrtrötta masten.
Vem förde hären
hit till männens land?
Människofisken,
från fjärran öars krusning,
simmande i . . .
från landet . . .

Ottar Grønviks översättning på norska:
|  | A1 | Huslyden minker, over de øvrige kasta *Vil nåsjø (dødsbølge):         |
|  |    | keipene møddes (ble avslitt) for dem i den honbor-trøtte mastetoppen. |
|  | A2 | Hvem førte hæren over til hint land?                                  |
|  | A3 | Menneske-fisken fra strømfurene ved Firnøy                            |
|  |    | svømmende i fokket fra landet med de lyse vanger.                     |
|  | B  | Alltid (være, bli det) hjelp, når jeg dikter.                         |
|  | C1 | Ikke i sol, og ikke med sverd søkes det til skåren stein,             |
|  |    | (eller) Ikke er av sol søkt og ikke med sverd i steinen skåret;       |
|  | C2 | ikke oppsøke den mann som hyler over naken dødning,                   |
|  |    | (og) ikke forvillede menn, dette leiet!                               |